# Burkaty
Burkaty es un pueblo de Polonia, en Mazovia.  Se encuentra en el distrito (Gmina) de Sońsk, perteneciente al condado (Powiat) de Ciechanów. Se encuentra aproximadamente a 4 km al norte de Sońsk, 8 km al sureste de Ciechanów, y a 70 km  al norte de Varsovia. Su población es de 140 habitantes.
Entre 1975 y 1998 perteneció al voivodato de Ciechanów.